# 三無事件
三無事件（さんゆうじけん、さんむじけん）は、1961年（昭和36年）12月12日に日本で発覚したクーデター未遂事件。国会を襲撃し、「三無主義」に基づく新政権の樹立を目指したが、警察の摘発により未遂に終わった。
首謀者らは三無を「さんゆう」と呼んでいたが、一般には漢字の読みそのままに「さんむじけん」と呼ばれることが多い。

## 概要
川南工業社長の川南豊作を首謀者として、旧大日本帝国陸軍出身者らが日本政府の要人の暗殺を計画し、未遂に終わり警視庁公安部により逮捕された。発生当初は国史会事件と称された。国史会は陸軍士官学校出身の有志による日本史研究会で、同会のメンバーが本事件に複数参加していた。
1961年12月12日から1962年2月3日まで警視庁等が32箇所を捜索、川南豊作ら22人が逮捕され、12人が起訴された。捜査の過程で日本刀8振、ライフル銃2丁、防毒マスクなどが押収された。川南が支出した資金は1328万7297円が確認され、装備品の他、旅費や活動費に使われていた。
12人が起訴された裁判では破壊活動防止法違反（政治目的殺人陰謀罪）が初めて適用され、8人に有罪判決が下された。破防法は1952年に日本共産党の「暴力革命」防止を目的として施行されたものだが、それまで起訴はされても実際に適用されたものはなかった。検察は予備罪も成立すると主張したが、二審は「実行行為着手前の行為が予備罪として処罰されるためには、当該基本的構成要件に属する犯罪類型の種類、規模等に照らし、当該構成要件実現（実行の着手もふくめて）のための客観的な危険性という観点からみて、実質的に重要な意義を持ち、客観的に相当の危険性の認められる程度の準備が整えられた場合たることを要する」と判示し、これを退けた。二審有罪上告中に川南が死亡して公訴棄却となったほかは、上告棄却により7人の有罪が確定した。

## 三無
三無（さんゆう）とは「無税・無失業・無戦争」の三つの無の主張である。彼らは老子の「無は有に転じる」という格言から、「さんむ」ではなく「さんゆう」と読んでいた。首謀者である川南豊作は川南工業の代表取締役を辞任したのち、社会変革の構想として関係者による参院選一斉立候補を考えており、そのキャッチフレーズとして「永久無税・永久無失業・永久無戦争」を挙げ、交流のあった矢野兼三の助言で林子平の六無に倣って、三無主義と名付けた。構想執筆にはクーデター合理論の小島玄之が協力し、日下藤吾、横田重左衛門（日本医科歯科大学教授）、佐野博らとも座談会を行なって考えを修正補強した。
また、田形竹尾が紹介した学生運動家の川下佳節と老野生義明により三無塾が1961年5月に設立された。これは、「金無く、名誉心無く、地位無き」三無の若人が、川南の唱える「無戦、無税、無失職」の理想社会建設を目指すための勉強会で、市川市会議員の富川進を顧問に同市で発足した。
無気力・無関心・無責任の1970年代の若者気質をさした「三無主義（さんむしゅぎ）」とは関係がない。
1970年の三島事件に影響を与えた。

## 社会背景
本事件発生の前年である1960年には、盛り上がる安保闘争に対抗するようにテロが続発した。6月には日本社会党顧問河上丈太郎襲撃事件、7月には岸信介首相襲撃事件、10月には社会党委員長浅沼稲次郎暗殺事件、11月に掲載された深沢七郎の小説「風流夢譚」をきっかけに翌年2月には嶋中事件が起こっていた。本事件も当時の池田勇人内閣では共産主義革命を押えることはできない、という右翼陣営のあせりといらだちが招いた事件とされた。

## 関与者
実業家の川南豊作を中心とする川南工業関係者、国史会関係者（陸軍士官学校出身元軍人）、三無塾生の3グループが関与した。
年齢は全て当時 直接の容疑は川南らは殺人予備、川下は銃刀法違反
- 川南豊作 (59) - 首謀者 元川南工業代表[6]
- 三上卓 (56) - 元海軍中尉。五・一五事件では主犯格[6]。処分保留で釈放[4]。
- 池口恵観 (25) - 事件当時の名は鮫島正純（事件後母方の姓に改姓）。現在は鹿児島県の最福寺住職。
- 桜井徳太郎 (64) - 元陸軍少将[6]。処分保留で釈放[4]。
- 小池一臣 (34) - 陸軍士官学校第60期出身[6]、日本史を学ぶ陸士出身者の集まりである「国史会」主宰者[6]。戦後、旧制神戸経済大学経営学専門部に入学し、食品販売業、日本防衛協会を経て、芦田均の庇護を受けて印刷会社を設立し、計理士も兼業、芦田没後川南から支援を受けていた[4]。
- 篠田英悟 (38) - 日本学生改新会会長[6]、反共(組織「菊旗同志会」元中央委員[6]。第二次世界大戦中は海軍航空隊に所属、戦後、川南の片腕として川南工業の組合対策を任され、本事件では池口恵観らをオルグするなど、実行部隊のリーダー役を務めた[12]。戦中は源田実の部下であり、戦後も源田を追って川南工業に入社した[4]。
- 川下佳節 (25) - 中央大学卒。新日本学生連盟（新日本協議会下部組織）幹部。日本学生改新会副会長。三無塾塾長[6]、のち市川市議会議長。2006年12月死去。義兄に市川市長の富川進[4]。
- 古賀良洋 (25) - 高野山大学での池口の後輩。本事件では篠田の運転手を務めた。のちに飯塚市の観音寺の住職となり、戦時中に地元の炭鉱で命を落とした朝鮮人労働者の供養に尽力した[13]。
- 安木茂（36） - 国史会メンバー。陸士第54期生出身。主婦の友社社員[4]。
- 前田準（35） - 国史会メンバー。陸士第60期生出身。戦後日本共産党の地方組織の内偵をしていたが、スパイ行為が発覚して上京し、時計屋勤務を経て川南の南米開発株式会社で働いていた[4]。
- 浦上芳彦（34） - 国史会メンバー。陸士出身[4]。
- 時津鶴雄（48） - 川南工業社員[4]。
- 老野生義明（25） - 中央大学学生（1956年入学）。新日本学生連盟教育宣伝部長。日本学生改新会企画総務局長。三無塾局長。大学卒業後、関東光学工業（理研光学工業株式会社代理店）勤務[4]。
- 野村繁造（35） - 処分保留で釈放[4]。
- 李樹森（45） - 処分保留で釈放[4]。

首謀者・主犯格者は揃って九州の出身とりわけ北部の者が多かった。このことは護国団で独自のクーデター論を展開した小島玄之の論評などにおいて注目に値する点として捉えられた。
三無塾の他、右翼団体の「菊旗同志会」が決起に参加する予定だった。
自衛隊の一部部隊にも参画するよう工作されていた。
また三無塾塾生が陸上自衛隊射撃練習場で射撃訓練を受けていた事が判明している。

## 池口恵観の法廷での証言
事件への関与を認めた池口は検察側証人として出廷し、事件発覚の二ヶ月前の10月はじめに川南の紹介で衆議院議員・馬場元治の秘書になり、国会議事堂内の電源・通信機器の配置や警備員の数の調査を依頼されたこと、200人で国会を襲撃するに際しては議員秘書の池口が国会内部から突入のタイミングの合図を送る役割だった、と証言している。池口本人は関与の度合いが薄いとして不起訴、釈放されている。

## 三無事件を題材とした作品
- 小林久三『皇帝のいない八月』（講談社、1978年）
- 大野芳『革命』（祥伝社、2001年） ISBN 4396631863
- テレビドラマ『わが家の歴史』（2009年、フジテレビ）

## 関連書籍
- 田中二郎、佐藤功、野村二郎「戦後政治裁判史録3」（第一法規出版）